# Línguas zaparoanas
As línguas zaparoanas ou línguas záparo formam uma família de línguas ameríndias da América do Sul.

## Línguas
As línguas zaparoanas são:
- Záparo (Zápara, Kayapwe)
- Iquito-Cahuarana (Amacacore, Hamacore, Quiturran, Puca-Uma)
- Arabela-Andoa (Chiripuno, Shimigae, Gae, Simigae, Gaye)

## Classificação
Classificação interna:
|  | Iquito                    |
|  |                           |
|  | \| \| Arabela \| \| \| \| |
|  |                           |
|  | Arabela                   |
|  |                           |

|  | Arabela |
|  |         |

|  | Iquito                    |
|  |                           |
|  | \| \| Arabela \| \| \| \| |
|  |                           |
|  | Arabela                   |
|  |                           |

|  | Arabela |
|  |         |

## Reconstrução
Reconstrução do Proto-Zaparoano (Carvalho 2013):
| Português                 | Inglês                        | Proto-Zaparoano |
| ------------------------- | ----------------------------- | --------------- |
| abelha, vespa             | bee, wasp                     | *ahapaka        |
| pau, bastão               | stick                         | *amaka          |
| matar                     | to kill                       | *amo            |
| irmão de mulher           | woman's sibling               | *ana-           |
| nuvem, fumaça             | cloud, smoke                  | *anahaka        |
| cabeça                    | head                          | *anaka          |
| dor                       | pain                          | *anaw           |
| vir                       | to come                       | *ani-           |
| cortar                    | to cut down                   | *anu-           |
| falar                     | to talk                       | *ati-           |
| comer                     | to eat                        | *atsa-          |
| dente                     | tooth                         | *ika-           |
| ir                        | to go                         | *ikwa-          |
| pé                        | foot                          | *ino-           |
| gordo, grande (frutas)    | fat, large (for fruits)       | *iɾisi          |
| casa                      | house                         | *ita            |
| urina                     | urine                         | *isa-           |
| pelo; pena                | hair; feather                 | *kaha-          |
| cortar (cabelo)           | to cut (hair)                 | *kə-            |
| cru                       | raw                           | *maha           |
| cozinhar                  | to cook                       | *mahi           |
| dormir                    | to sleep                      | *makə-          |
| tripas                    | guts                          | *mara           |
| amarrar                   | to tie                        | *maraw-         |
| escapar, fugir            | to escape, to flee            | *masi-          |
| fazer                     | to do                         | *mi-            |
| podre                     | rotten                        | *moka           |
| colina                    | hill                          | *naku-          |
| sangue                    | blood                         | *nana-ka        |
| querer                    | to want/like; love            | *pani-          |
| peixe; arraia?            | fish; stingray?               | *sapi           |
| saborear (alimento)       | to taste (food)               | *sani-          |
| piolho                    | lice                          | *sukana         |
| mau                       | bad                           | *səsa           |
| lamber                    | to lick                       | *tamə-          |
| estrangeiro; odiar?       | foreigner, stranger; to hate? | *tawə-          |
| ouvir                     | to listen                     | *tawhi-         |
| onde                      | where                         | *tə-            |
| descansar; novo           | to rest; to be new            | *tsami-         |
| chuva                     | rain                          | *umaru          |
| benefactivo               | benefactive                   | *-iɾa           |
| nominalização negativa    | negative nominalization       | *-jaw           |
| sufixo numérico           | number suffix                 | *-ka            |
| infinitivo                | infinitive                    | *-nu            |
| sufixo causativo          | causative suffix              | *-tə            |
| masculino, singular       | masculine, singular           | *-nu            |
| feminino, singular        | feminine, singular            | *-tu            |
| 1ª pessoa, excl. (plural) | 1st person, excl. plural      | *kana           |
| 3ª pessoa, plural         | 3rd person plural             | *na-            |
| 3ª pessoa, singular       | 3rd person singular           | *naw-           |